# Yeoman

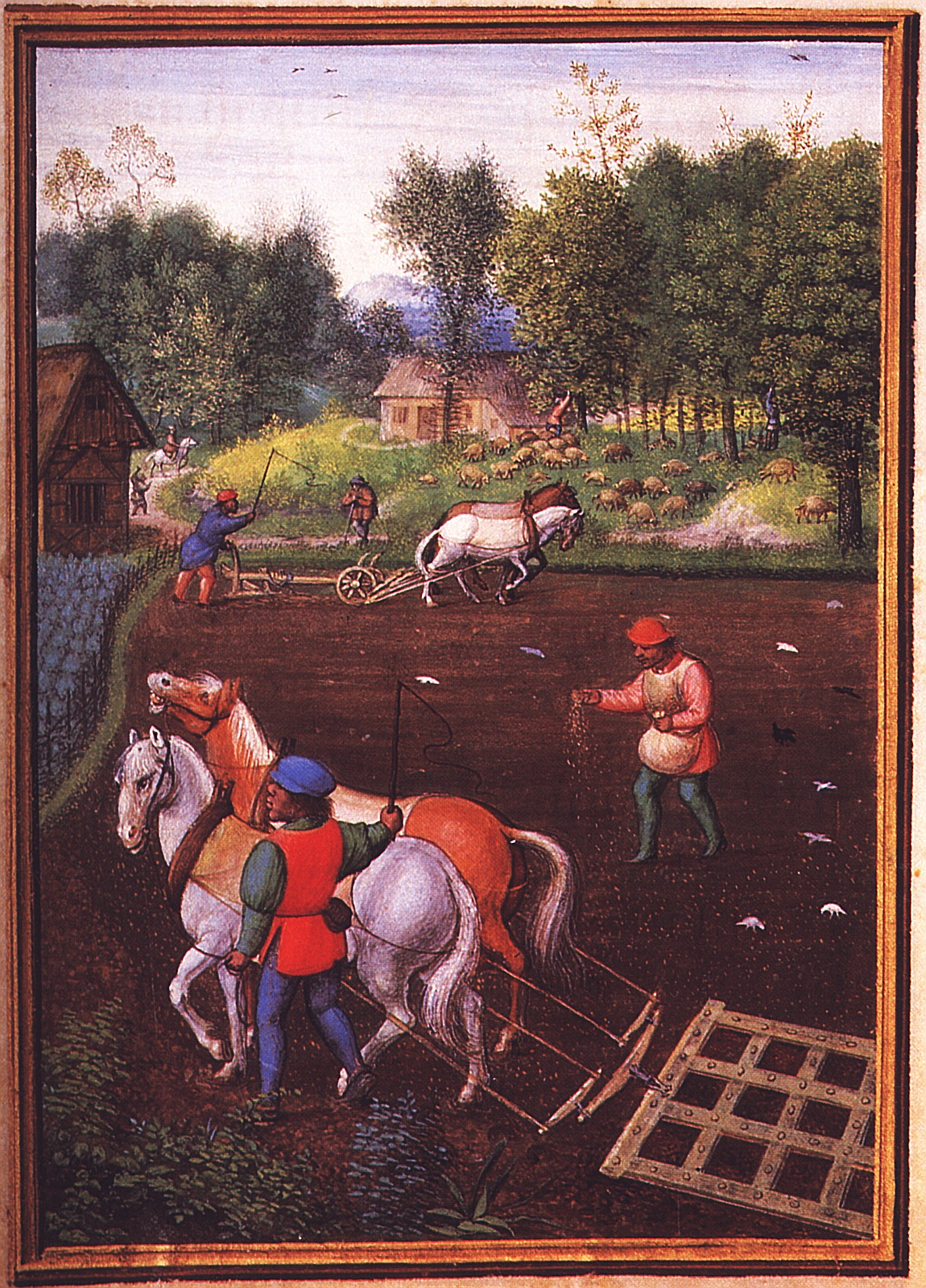
Lavori agricoli in una miniatura di Simon Bening.

Per Yeoman (plurale Yeomen, ma in quanto parola straniera in italiano è indeclinabile) si intendevano in età moderna i coltivatori diretti inglesi benestanti che gestivano in autonomia i loro poderi.

## Etimologia
Il termine yeoman è indicato per la prima volta nel XIV secolo. La sua etimologia non è chiara: potrebbe trattarsi di una contrazione dall'inglese antico iunge man, "giovane uomo", ma vi sono anche delle interpretazioni alternative come ad esempio dalla parola in frisone antico *ġeaman o gaman che significa "uomo di provincia", "rustico".
Originariamente il termine intendeva un preciso status giuridico, indicando i proprietari sottoposti alla signoria feudale ma al contempo liberi da tributi e carichi per un valore di 40 scellini.

### Uso in ambito militare
Verso la fine del XVIII secolo da questo ceto (definito come yeomanry) presero nome alcuni corpi militari volontari dell'esercito britannico che furono attivi nella guerra anglo-boera e nelle due guerre mondiali.
Ancora nel XXI secolo gli Yeomen Warders (conosciuti anche col nomignolo di Beefeater) sono i guardiani della Torre di Londra.

## Caratteristiche
Tra il XIV e il XVIII secolo esisteva un ceto di agricoltori relativamente ricchi, che si distinguevano dagli altri contadini e braccianti poiché possedevano un aratro e cavalli da tiro. Questa élite rurale era presente in tutta Europa e prendeva il nome di yeomen in Inghilterra e laboureurs in Francia. I laboureurs nella Francia medievale erano contrapposti ai brassiers, ovvero i braccianti.
Questi yeomen non erano nobili e solitamente non possedevano le terre che lavoravano; tuttavia generalmente godevano di condizioni migliori rispetto agli altri fittavoli e spesso occupavano qualche incarico pubblico di importanza minore. Questa élite possedeva anche una certa cultura: è stato calcolato, tramite un campione di una diocesi inglese del XVII secolo, che in questa classe sociale solo il 35% era analfabeta.

## Storia
Lo sviluppo di questo ceto medio contadino è da contestualizzarsi nelle trasformazioni agricole avvenute in Inghilterra tra XV e XVI secolo, tra cui spiccava il fenomeno delle enclosures. Nel corso del Cinquecento infatti si assistette ad un forte sviluppo di aziende agricole autonome, condotte da fittavoli che man mano ampliarono i propri possedimenti tramite l'affitto e la gestione di ulteriori terreni, specie a scapito dei contadini più poveri.
Progressivamente, le tenute feudali vennero date in concessione a pochi grandi affittuari, tendendo ad assegnare la riserva dominicale ad un unico fittavolo o al massimo a tre o quattro; il risultato fu una progressiva estensione delle fattorie.
Durante la guerra civile inglese i piccoli e medi yeomen appoggiarono i parlamentari guidati da Oliver Cromwell, concentrati in particolare nel sud-est dell'Inghilterra.